# Burusu jezik
Burusu jezik (ISO 639-3: bqr; berusuh, bulusu), austronezijski jezik kojim govori 4 350 ljudi (2007 SIL) u indonezijskoj provinciji Istočni Kalimantan (Kalimantan Timur), u regenciji Bulungan.
Jedan je od pet rejang-sajau jezika koji čine dio šire sjevernobornejske skupine

## Vanjske poveznice
- Ethnologue (14th)
- Ethnologue (15th)
- [neaktivna poveznica]